# Nurhan Süleymanoğlu
Pour les articles homonymes, voir Süleymanoğlu.
Nurhan Süleymanoğlu est un boxeur turc né le 28 février 1971 à Chymkent en RSS kazakhe.

## Carrière
Nurhan Süleymanoğlu dispute les Jeux olympiques d'été de 1996, où il est éliminé au deuxième tour dans la catégorie des poids super-légers par le Cubain Héctor Vinent. Il est éliminé au même stade de la compétition par le Biélorusse Sergey Bykovsky aux Jeux olympiques d'été de 2000.
Süleymanoğlu est médaillé d'or aux championnats d'Europe de boxe amateur 1993, aux Jeux méditerranéens de 1993 et aux Jeux méditerranéens de 1997, médaillé d'argent aux championnats du monde de boxe amateur 1995, aux championnats d'Europe 1996 et 1998 et médaillé de bronze aux championnats d'Europe de boxe amateur 2000.